# Замок Симабара
За́мок Симаба́ра (яп. 島原城 Симабара-дзё:) — замок в городе Симабара, префектура Нагасаки, на острове Кюсю в Японии. Белое пятиэтажное здание представляет собой полную противоположность чёрному замку Кумамото, расположенному в соседней префектуре. Строительство началось в 1618 году, закончено в 1624, под руководством Мацукуры Сигэмасы (松倉重政), который впоследствии стал феодальным господином Симабары.
Налоги на строительство замка были настолько велики, что привели к крестьянскому недовольству, позже переросшему в симабарское восстание.
В 1871 году башня замка была разрушена, а позже снова восстановлена. В настоящее время в замке выставлены материалы по истории христианства в Японии. 
Замок расположен в 7 минутах пешком от станции Симабара. Музей открыт с 09:00 до 17:30.